# Fille de Shina
Fille de Shina (en persan : دختر شینا, Dokhtar-e Shina) est un mémoire de Ghadam Kheyr Mohammadi, épouse du martyr iranien Sattar Ebrahimi, qui décrit ses expériences au cours de la guerre Iran-Irak de 1980-1988 et sa vie avec son mari, relatées à Zarabi zadeh. Le mémoire a été enregistré au cours des centaines d'heures de conversation entre Ghadam Kheyr et l'auteur.

## Résumé
Au début de l'histoire, les jours de l'enfance du narrateur sont racontés dans son village. Elle a été nommée Ghadam Kheir parce qu'elle apportait de la chance et elle était profondément préoccupée par ses parents, Haji Agha et Shirin Jan, et elle s'intéresse tellement à son père qu'ils étaient inséparables, tendisse qu'elle n'avait envie de se marier. Mais la présence de Samad et sa demande de mariage à Ghadam Kheir et la médiation des anciens du quartier entraînent soudain cette adolescente préférée dans un monde beaucoup plus profond et plus vaste que celui de ses enfants. Avant d'épouser Samad (dont le nom original est « Sattar »), Ghadam Kheir fuit son regard, comme si depuis le début, la séparation et la désolation avaient été destinées à leur destin. Samad a rejoint le service militaire Après son mariage, il a voyagé du village à Téhéran pour travailler mais il est revenu pour quelques jours. Peu de temps après, la Révolution de 1979 et le soulèvement du peuple distancé entre eux. Puis la guerre a commencé et finalement le martyre les a séparés jusqu'à la mort de Ghadam Kheir. 

## Récompense
En décembre 2014 Fille de Shina a remporté le prix du livre de l'année de la Sainte Défense en Iran.